# Tynanthus polyanthus
Tynanthus polyanthus är en katalpaväxtart som först beskrevs av Louis Édouard Bureau, och fick sitt nu gällande namn av Noel Yvri Sandwith. Tynanthus polyanthus ingår i släktet Tynanthus och familjen katalpaväxter. Inga underarter finns listade i Catalogue of Life.